# Ekari (langue)
Pour les articles homonymes, voir ekg.
L'ekari (ou mee, ekagi, kapauku) est une langue papoue parlée en Indonésie dans les hautes-terres de Papouasie par le peuple ekari.

## Classification
L'ekari fait partie des langues Wissel Lakes, une des familles de langues de l'ensemble trans-nouvelle-guinée.

## Phonologie
L'ekari est une langue à tons qui possède un ton haut et un ton bas.

## Sources
- (en) Larry M. Hyman, Niko Kobepa, 2013, On the Analysis of Tone in Mee (Ekari, Ekagi, Kapauku), Oceanic Linguistics, 52:2, pp. 307-317.